# Yoshiki Takahashi
Yoshiki Takahashi (jap. 高橋 義希 Takahashi Yoshiki; ur. 14 maja 1985) – japoński piłkarz występujący na pozycji pomocnika. Obecnie występuje w Sagan Tosu.

## Kariera klubowa
Od 2004 roku występował w klubach Sagan Tosu i Vegalta Sendai.